# Aus den Sterntagebüchern des Ijon Tichy
Aus den Sterntagebüchern des Ijon Tichy ist ein Kurzfilm von Randa Chahoud, Dennis Jacobsen und Oliver Jahn aus dem Jahr 1999. Mit dem Kurzfilm Aus den Sterntagebüchern des Ijon Tichy II entstand im Jahr 2000 eine Fortsetzung.
Die drei entwickelten diese Filme als Kommilitonen an der Deutschen Film- und Fernsehakademie Berlin (dffb) auf Grundlage der Sterntagebücher von Stanisław Lem.
Die Kurzfilme sind jeweils etwa 17 Minuten lang.

## Entstehung
Die beiden Kurzfilme sind während der „Videoübung“ an der Deutschen Film- und Fernsehakademie in Berlin entstanden, wobei Chahoud, Jacobsen und Jahn Regie und Drehbuch gemeinsam übernahmen. Der Protagonist, Ijon Tichy, wird von Oliver Jahn gespielt.
Laut Jahn war der Kurzfilm ursprünglich nicht für ein größeres Publikum gedacht. Ebenso wie die erste Staffel der späteren Serie wurden die Kurzfilme in Jahns damaliger Berliner Wohnung gedreht. Auch deren Machart im Stile eines Trashfilms verweist bereits auf die spätere Serie: „Die Idee dahinter ist, dass dieser ganze Kosmos vielleicht nur dem Kopf von Ijon Tichy entspringt, das alles nur in seiner Vorstellungskraft existiert“ (Oliver Jahn).
2005 gründeten Chahoud, Jacobsen und Jahn das Produktionsunternehmen Kosmische Kollegen und entwickelten aus dem Konzept der Kurzfilme die Fernsehserie Ijon Tichy: Raumpilot für das ZDF.

## Inhalt

### Teil I
Ijon Tichy versucht, die von einem kleinen Meteor beschädigte Steuerung seines Raumschiffes zu reparieren. Er muss jedoch bald feststellen, dass dies für eine Person alleine unmöglich ist.
Zufälligerweise gerät er in eine von einem „Strudel aus kosmischer Gravitation“ verursachte Zeitschleife und versucht, diese auszunutzen, um zusammen mit Doppelgängern aus anderen Zeiten seine Rakete zu reparieren. Dies jedoch erweist sich als komplizierter als gedacht.
Die Story basiert auf der „Siebten Reise“ Ijon Tichys und erinnert an die dritte Folge der ZDF-Serie („Relativistische Effekte“).

### Teil II
Der zweite Teil handelt von einem vermeintlichen blinden Passagier an Bord von Tichys Raumschiff, der sich als Wartungsroboter entpuppt, nachdem Tichy ihm eine Falle stellt. Die Rakete stürzt jedoch auf einen fremden Planeten, bevor der Roboter die Steuerung übernehmen und sie zu einer Werkstatt fliegen kann.
Auf diesem Planeten wird der Wartungsroboter mitsamt dem Schlüssel des Raumschiffs unglücklicherweise von einem wilden Kuluppen gefressen, weshalb Tichy sich auf die Kuluppenjagd machen muss.
Motive dieses Films wurden in der ersten Folge der ZDF-Serie („Kosmische Kollegen“) wieder aufgegriffen.

## Auszeichnungen
- 1999: Publikumspreis, Internationales Kurzfilm-Festival Hamburg für „Aus den Sterntagebüchern des Ijon Tichy“
- 1999: Transmediale Berlin, Preis für „Aus den Sterntagebüchern des Ijon Tichy“